# وتو (آلاباما)
وتو (به انگلیسی: Veto) یک منطقهٔ مسکونی در ایالات متحده آمریکا است که در آلاباما واقع شده‌است. وتو ۲۰۰٫۸۷ متر بالاتر از سطح دریا واقع شده‌است.